# Пьясецкий, Бартош
Ба́ртош Пьясе́цкий (пол. Bartosz Piasecki; 9 декабря 1986, Тчев, Польша) — норвежский фехтовальщик польского происхождения, призёр Олимпийских и Европейских игр.

## Спортивная биография
Бартош Пьясецкий родился в польском городе Тчев, но когда мальчику было 2 года, семья переехала жить в Норвегию. Там же он начал заниматься фехтованием под руководством своего отца Мариуша. На молодёжном уровне главным достижением в карьере Бартоша стала бронзовая медаль на молодёжном чемпионате мира в 2009 году.
В 2008 году Бартош ездил на летние Олимпийские игры в Пекин в качестве спарринг-партнёра.
В 2012 году Пьясецкий дебютировал на летних Олимпийских играх. В соревнованиях в индивидуальной шпаге Бартош довольно неожиданно смог дойти до финала соревнований, по пути победив нескольких очень сильных соперников. В финале норвежцу противостоял спортсмен из Венесуэлы Рубен Лимардо. Пьясецкий не смог показать своё лучшее фехтование и уступил 10-15, став серебряным призёром игр. Эта медаль стала первой в истории Норвегии в фехтовании.

## Личная жизнь
- Отец Бартоша Мариуш Пьясецкий входил в состав сборной Польши по фехтованию.
- Есть сестра — Каролина.